# Die Braut (1999)
Die Braut ist der letzte Spielfilm des Regisseurs und Schriftstellers Egon Günther. Wieder, nach seinen Filmen Lotte in Weimar (1975) und Die Leiden des jungen Werther (1976), wandte er sich dem berühmten deutschen Dichter Johann Wolfgang von Goethe zu. Diesmal zeigt er die Beziehung Goethes zu der unstandesgemäßen Christiane Vulpius, seiner späteren Frau, vom Beginn 1788 bis zu ihrem Tod 1816. Egon Günther schrieb das Drehbuch nach einer Idee von Albrecht Börner und führte auch Regie.

## Handlung
Christian August Vulpius, der ältere Bruder von Christiane Vulpius, ist Hauslehrer bei der adligen Familie von Soden in Nürnberg. Als sich ein Hauslehrer für ein geringeres Gehalt findet, wird er entlassen. Deshalb schreibt er an seine Schwester nach Weimar. Sie soll dem Staatsminister und Geheimrat von Goethe einen Brief von ihm übergeben mit der Bitte um Unterstützung für eine neue Anstellung. Christiane Vulpius lebt unter ärmlichen Verhältnissen mit ihrer Halbschwester Ernestine und später auch ihrer Tante Juliane in einem ärmlichen Teil Weimars und verdient ihren Lebensunterhalt als Putzmacherin mit der Herstellung von Kunstblumen in der Manufaktur von Caroline Bertuch.
Im Juli 1788 passt sie Goethe auf dessen Weg zu seinem Gartenhaus im Park an der Ilm ab. Goethe ist sofort von der Körperlichkeit der 23-Jährigen fasziniert und erregt. Er lädt sie zu einem Treffen am Abend in das Gartenhaus ein. Dort entwickelt sich ein leidenschaftliches Liebesverhältnis, und Christiane zieht ins Gartenhaus ein. Tagsüber widmet sie sich dem Haushalt. Dabei wird sie von Fritz von Stein, dem Sohn der Charlotte von Stein, überrascht. Charlotte kann es nicht fassen, dass Goethe sich eine neue Geliebte, noch dazu eine nicht standesgemäße, genommen hat und offensichtlich nicht mehr an ihr interessiert ist. Sie überzeugt sich davon selbst des Nachts im Gartenhaus und bekämpft dieses Verhältnis mit allen Mitteln, auch einer offenen Kampfansage an Goethe. Sie verbreitet den Skandal in der Öffentlichkeit, intrigiert zusammen mit Charlotte von Lengefeld, der späteren Frau von Schiller, und wendet sich sogar an Herzog Carl August.
Als dieser mit seinem Hof Goethes Gartenhaus einen Besuch abstattet, warnt Christoph Martin Wieland, der wie Goethe ein joviales, freundschaftliches Verhältnis zum Herzog hat, Christiane, die darauf flieht. Der Herzog ordnet an, dass Goethe das Verhältnis bis zum nächsten Frühjahr ruhen lassen solle. Doch Goethe sucht Christiane in ihrer ärmlichen Wohnung auf, um ihre Rückkehr ins Gartenhaus zu erreichen. Christiane gewinnt Wieland als besonderen Freund. Obwohl von ihrer Unbildung entsetzt (sie kennt den „Werther“ nicht!), ist er von ihrer Offenheit und Geradlinigkeit eingenommen. 1789 ist Christiane schwanger. Am 25. Dezember 1789 wird der Sohn August geboren. Christiane zieht mit ihm in Goethes Wohnhaus am Frauenplan in Weimar und ist nun dort für den Haushalt zuständig. Auch ihre Halbschwester Ernestine und die Tante Julia finden dort eine Anstellung, womit ihre Not ein Ende hat. Christianes Aktionsradius ist auf den Haushalt beschränkt. Sie darf Goethes Gesellschaftsräume nicht betreten, geschweige denn an Abendgesellschaften teilnehmen. Nur ein Blick durch ein Fenster ist ihr einmal  gestattet, als dort Karoline Jagemann singt, die Mätresse des Herzogs, die aus dem Nebenhaus der Familie Vulpius stammt. Trotz der gesellschaftlichen Ächtung besucht August als kleiner Junge Charlotte von Stein, die seit 1793 verwitwet ist. Christiane ist oft allein, denn Goethes gesellschaftliches und politisches Leben findet ohne sie statt. Trotzdem versichert sie ihm ihre Liebe. Sie bekommt noch vier Kinder, die alle früh sterben, was sie auf einen Fluch der Weimarer Gesellschaft zurückführt. An den Begräbnissen seiner Kinder nimmt Goethe nicht teil.
Dann kommt das denkwürdige Jahr 1806. Nach ihrem Sieg in der Schlacht bei Jena und Auerstedt am 14. Oktober plündern französische Soldaten Weimar. Auch Goethes Haus am Frauenplan wird heimgesucht. Christiane rettet durch ihr beherztes Eingreifen Goethe das Leben, indem sie einen marodierenden Soldaten, der das Bajonett schon auf Goethe gerichtet hat und Gold fordert, durch Backpfeifen überrascht. Dieses Erlebnis veranlasst Goethe, sein Verhältnis zu Christiane durch eine stille Eheschließung am 19. Oktober in der kleinen Sakristei der Stadtkirche Weimar zu legitimieren. In ihre neue Rolle als Frau von Goethe muss sich Christiane erst finden. Jetzt übernimmt das Dienstpersonal die direkten Arbeiten im Haushalt.
Die letzte Intrige Charlottes von Stein gegen Christiane ist ein angeblich von Bettina von Arnim stammender Brief, der eine erotische Situation zwischen ihr und Goethe beschreibt. Da Wieland sich weigert, den Brief Christiane zu übermitteln, übernimmt dies Charlotte von Schiller. 1811 kommt es zum Eklat. Als Bettina mit ihrem Mann Achim von Arnim Weimar besucht und die klassizistischen Kunstwerke des Goethe-Vertrauten Heinrich Meyer („Kunschtmeyer“) in Goethes Haus lauthals verwirft, wird sie von Christiane tätlich angegriffen. Kniend erwartet Christiane Goethes Strafe. Doch Goethe hält zu ihr und erteilt den Arnims brieflich Hausverbot.
Goethe und seine Frau entfernten sich zunehmend voneinander. Goethe ist viel unterwegs und  Christiane fährt öfters aus, um zum Beispiel in Bad Lauchstädt mit Studenten ausdauernd zu tanzen und dem Alkohol zuzusprechen.
Goethe ist während einer offiziellen Feier vor dem Schloss, vielleicht anlässlich der Verleihung des herzoglichen Hausordens vom Weißen Falken 1816, allein. Weißgepudert im Staatsornat mit dem Orden sitzt er erstarrt und einsam auf einer Tribüne. Der Herzog rezitiert, vom Buffet auf ihn schauend, den Schlussvers von Goethes Gedicht „An den Mond“: „Was, von Menschen nicht gewusst oder nicht bedacht, durch das Labyrinth der Brust wandelt in der Nacht.“ Charlotte von Stein fügt hinzu: „Und so lang du das nicht hast, dieses: Stirb und werde! bist du nur ein trüber Gast auf der dunklen Erde“ (letzte Strophe von Goethes Gedicht Selige Sehnsucht). Auf die Metapher Mond für Goethe hat der Film schon am Anfang mit einem sich langsam entfernenden Vollmond angespielt.
1816 kommt Christiane allein von ihrem Amusement aus Bad Lauchstädt zurück. Sie schleppt sich ins Haus, weist auf einen Haufen durchtanzter Schuhe und bricht infolge eines Schlaganfalls zusammen. Goethe, aber auch ihr Sohn August sind abwesend. Christiane erholt sich nicht mehr und stirbt nach langem Leiden am 6. Juni 1816. Der zurückgekehrte Goethe hatte es nicht gewagt, an ihr Bett zu treten, sondern vor der Tür leidend ihren Todeskampf abgewartet. Dort tritt Christianes Bruder Christian August Vulpius zu ihm, richtet eine Pistole auf ihn und wirft ihm vor, nicht genug auf Christiane geachtet zu haben. Goethe zeigt sich von der Pistole wenig beeindruckt und erwidert, dass Christian August, nun ebenfalls Dichter, seine Schwester  zwanzig Jahre nicht besucht habe. Darauf senkt Christian August betroffen seine Waffe.

## Produktion
Der Film wurde 1998 an Originalschauplätzen in Weimar und Umgebung gedreht. Er wurde von der Tellux-Film GmbH Dresden in Coproduktion mit dem Saarländischen Rundfunk (SR), dem Österreichischen Rundfunk (ORF), dem Mitteldeutschen Rundfunk (MDR), dem Hessischen Rundfunk (HR), dem Studio Babelsberg Independents und von ARTE G.E.I.E. produziert. Die Produktion wurde gefördert von der Mitteldeutschen Medienförderung GmbH (MDM) und dem Filmboard Berlin-Brandenburg GmbH. Die Erstaufführung im Fernsehen erfolgte am 26. November 1999 in ARTE.

## Rezeption
Der in sorgfältig komponierten Bildern eindrucksvoll inszenierte, von hervorragenden Darstellern  getragene Film setzt behutsame Akzente und will weniger als Künstlerporträt, sondern als Liebesfilm verstanden werden: Nicht die Literatur steht im Mittelpunkt, sondern das körperliche Kraftfeld einer Frau, die in der Weimarer Provinzgesellschaft wie eine Provokation wirkt.